# Martin Ryelandt
Martin Ryelandt, né le 30 octobre 1952 à Bruges (province de Flandre-Occidentale), est un écrivain, romancier poète et scénariste de bande dessinée belge francophone.

## Biographie

### Jeunesse
Martin Ryelandt naît le 30 octobre 1952 à Bruges.
Sa jeunesse est chahutée. Puis, il exerce de nombreux petits boulots, dont cueilleur de tabac et planteur d’arbres au Canada.

### Scénariste de bande dessinée
Il aborde l'écriture avec des scénarios de bande dessinée dans Tintin reporter sous la houlette de la rédactrice en chef Gabrielle Borile à la fin des années 1980.
Puis, il entame une collaboration avec le dessinateur Jung avec la série Yasuda dont le premier volet de ce quadriptyque Le Bombardier englouti est publié dans la collection « Atmosphère » aux éditions Hélyode en 1991. Cet album vaut à leurs auteurs d'être récipiendaires du prix regards chrétiens sur la bande dessinée en 1992. Il enchaîne la même année avec Les Jolies Dames du Black Witch. Il sort Impasse de la mort exquise en 1994 et il clôt cette série par La Femme sans visage publié en 1995 par le même éditeur.
Entretemps, il écrit le one shot Vlad et associés, un polar pour le dessinateur Sace publié aux éditions Glénat en 1992.
Puis il écrit la trilogie La Jeune Fille et le Vent à nouveau pour Jung dans la collection « Terres de Légendes » aux éditions Delcourt de 1997 à 1999.

### Romancier et poète
Il publie son premier roman L'Incendiaire en 2006 aux éditions Ostrov,.
Il publie de la poésie dans la revue Pierres d'Encre en 2011.
Il admire Louis-Ferdinand Céline, Astolphe de Custine, Stendhal, mais il est aussi féru de littérature américaine : Russell Banks, Jim Harrison, Hubert Selby, Jr.. Il est aussi amateur de marche à pied et de la littérature qui s'y rapporte : Jacques Lacarrière, Robb.
Il écrit le roman Le Cavalier publié dans la collection « RéEvolution » aux éditions bruxelloises MaelstrÖm en 2014. Il écrit encore un recueil de poèmes Je dois aller à Safi.
En 2021, il sort Le Ramasseur d’étoiles un roman publié par les éditions toulonnaises La Trace,.
Parallèlement, il travaille en milieu psychiatrique dans un centre de revalidation à Laeken.

### Vie privée
Il est le père de Gaspard Ryelandt, auteur de bande dessinée.

## Œuvres

### Romans
- L'Incendiaire[7],[8], Bruxelles, Carnets d'Ostrov, 2006, 168 p. (ISBN 9782960061604, présentation en ligne)
- Le Cavalier[11], Bruxelles, Maelstrom, coll. « RéEvolution », 2014, 228 p. (ISBN 9782875051912, présentation en ligne)
- Le Ramasseur d'étoiles[13],[14], Toulon, La Trace, 2021, 177 p. (ISBN 9791097515560, présentation en ligne)
- Riga le Connecté, Bruxelles, F. Deville, coll. « Œuvres rouges », 23 janvier 2025, 206 p. (ISBN 978-2-87599-190-4)

### Poésie
- Tu devras le faire, Uccle, Edern Éditions, 2024, 50 p. (ISBN 9782390750154, présentation en ligne)

## Réception

### Prix et distinctions
- 1992 :  Prix regards chrétiens sur la bande dessinée[4] partagé avec Jung pour Yasuda, t. 1.

#### Livres
: document utilisé comme source pour la rédaction de cet article.
- Jean Pirotte (dir.) et Luc Courtois, Du régional à l'universel. : L'imaginaire wallon dans la bande dessinée., Louvain-la-Neuve, Fondation wallonne Pierre-Marie et Jean-François Humblet, 1999, 310 p. (ISBN 978-2-9600072-3-7 et 2960007239, OCLC 1075833932), p. 247 lire sur Google Livres
- Philippe Mellot, Michel Denni, Laurent Turpin et Isabelle Morzadec, Trésors de la bande dessinée : BDM 2023-2024 - Catalogue encyclopédique et Argus, Paris, Les Arènes, novembre 2022, 23e éd., 1677 p., ill. ; 23 cm (ISBN 9791037507280, OCLC 1351462460, présentation en ligne), p. 667, 1372, 1477. .

### Vidéographie
- [vidéo] « Qui est propriétaire de l'Amérique - Martin Ryelandt », sur YouTube
- [vidéo] « Martin Ryelandt Le Ramasseur d'Étoiles Centre culturel Espace Delvaux Watermael-Boisfort », sur YouTube